# Ocka Gora
Ocka Gora (cyr. Оцка Гора) – wieś w Czarnogórze, w gminie Kolašin. W 2011 roku liczyła 12 mieszkańców.